# Оптична вісь кристала
Оптична вісь кристала — це напрям, вздовж якого швидкості розповсюдження звичайного та незвичайного променів рівні. В цьому напрямі не спостерігається явище двозаломлення променів. Розрізняють оптичні осі першого роду (бірадіалі), вздовж яких рівні променеві швидкості, і другого роду (бінормалі) вздовж яких рівні нормальні швидкості.
Площина оптичних осей (англ. optical axial plane) — площина, в якій розміщуються оптичні осі; в ній лежать напрями найбільшого і найменшого показників заломлення (ng i np).